# Bengtskäret och Revlarna
Bengtskäret och Revlarna är två sammanvuxna öar i Finland. De ligger i Norra kvarken och i kommunen Vasa i landskapet Österbotten, i den västra delen av landet. Ön ligger nära Vasa och omkring 380 kilometer nordväst om Helsingfors.
Öns area är 1,39 kvadratkilometer och dess största längd är 2,5 kilometer i nord-sydlig riktning.
Kännetecknande för ön är den stora fladen Bengtskärsfladen i mitten av ön. Bengtskäret och Grindören omfamnar denna från norr och Revlarna med Rågskäret från söder. Fladen har två inlopp från öster som separerar Bockholmen från resten av ön. Nagelskär i sydost avskärs också den från Revlarna av en grävd kanal. Även i nordväst finns en kanal som skiljer Bengtskäret från Storskär.
Sydväst om Revlarna ligger Revels sund med Boskär på motsatt sida och i söder ligger Dommarskärsfjärden. I öster skiljs ön från fastlandet och Vasas förorter Västervik och Gerby av sundet Strömmen. I norr ligger halvön Svartholmen och Östmansfjärden.
Inlandsklimat råder i trakten. Årsmedeltemperaturen i trakten är 1 °C. Den varmaste månaden är juli, då medeltemperaturen är 16 °C, och den kallaste är januari, med −12 °C.